# Wysznewe (hromada Bobrowycia)
Wysznewe (ukr. Вишневе, do 2016 Czerwonoarmijśke, ukr. Червоноармійське) – wieś na Ukrainie, w obwodzie czernihowskim, w rejonie niżyńskim, w hromadzie Bobrowycia. W 2001 liczyła 82 mieszkańców, spośród których 1015 wskazało jako ojczysty język ukraiński, a 1 osoba rosyjski.